# Circumdaksha rufosparsa
Circumdaksha rufosparsa är en insektsart som först beskrevs av William Lucas Distant 1910.  Circumdaksha rufosparsa ingår i släktet Circumdaksha och familjen Flatidae. Inga underarter finns listade i Catalogue of Life.